# مو بروكس
مو بروكس (بالإنجليزية: Mo Brooks)‏ هو محامي وسياسي أمريكي، ولد في 29 أبريل 1954 في تشارلستون في الولايات المتحدة. حزبياً، نشط في الحزب الجمهوري.

## مناصب
- في انتخابات مجلس النواب الأمريكي 2010 [الإنجليزية]‏، انتخب عضو مجلس النواب الأمريكي عن دائرة Alabama's 5th congressional district [الإنجليزية]‏ وقد انضم خلال فترته النيابية [الإنجليزية]‏ (5 يناير 2011 – 3 يناير 2013) للكتلة البرلمانية الحزب الجمهوري.
- في انتخابات مجلس النواب الأمريكي 2012، انتخب عضو مجلس النواب الأمريكي عن دائرة Alabama's 5th congressional district [الإنجليزية]‏ وقد انضم خلال فترته النيابية (3 يناير 2013 – 3 يناير 2015) للكتلة البرلمانية الحزب الجمهوري.
- في انتخابات مجلس النواب الأمريكي 2014 [الإنجليزية]‏، انتخب عضو مجلس النواب الأمريكي عن دائرة Alabama's 5th congressional district [الإنجليزية]‏ وقد انضم خلال فترته النيابية [الإنجليزية]‏ (6 يناير 2015 – 3 يناير 2017) للكتلة البرلمانية الحزب الجمهوري.
- في انتخابات مجلس النواب الأمريكي 2016، انتخب عضو مجلس النواب الأمريكي عن دائرة Alabama's 5th congressional district [الإنجليزية]‏ وقد انضم خلال فترته النيابية [الإنجليزية]‏ (3 يناير 2017 – 3 يناير 2019) للكتلة البرلمانية الحزب الجمهوري.
- انتخب مفوض المقاطعة ‏ (1996 – 2011).
- انتخب المدعي العام [الإنجليزية]‏ (1991 – 1993).
- انتخب مدع (1978 – 1980).
- انتخب عضو مجلس نواب ألاباما (1982 – 1991).
- انتخب عضو مجلس النواب الأمريكي عن دائرة Alabama's 5th congressional district [الإنجليزية]‏ (3 يناير 2011 – ).

## وصلات خارجية
- الموقع الرسمي